# Hebbale, Somvarpet
Hebbale là một làng thuộc tehsil Somvarpet, huyện Kodagu, bang Karnataka, Ấn Độ.